# Nina Reithmayer
Nina Reithmayer (Innsbruck, 8 de junio de 1984) es una deportista austríaca que compitió en luge en la modalidad individual.
Participó en tres Juegos Olímpicos de Invierno, entre los años 2006 y 2014, obteniendo una medalla de plata en Vancouver 2010, en la prueba individual, y el octavo lugar en Turín 2006, en la misma prueba.
Ganó tres medallas en el Campeonato Mundial de Luge entre los años 2007 y 2009, y una medalla de bronce en el Campeonato Europeo de Luge de 2010.

## Palmarés internacional
| Juegos Olímpicos   | Juegos Olímpicos             | Juegos Olímpicos  | Juegos Olímpicos |
| Año                | Lugar                        | Medalla           | Prueba           |
| ------------------ | ---------------------------- | ----------------- | ---------------- |
| 2010               | Vancouver (Canadá)           | Medalla de plata  | Individual       |
| Campeonato Mundial |                              |                   |                  |
| Año                | Lugar                        | Medalla           | Prueba           |
| 2007               | Igls (Austria)               | Medalla de bronce | Equipo           |
| 2008               | Oberhof (Alemania)           | Medalla de plata  | Equipo           |
| 2009               | Lake Placid (Estados Unidos) | Medalla de plata  | Equipo           |
| Campeonato Europeo |                              |                   |                  |
| Año                | Lugar                        | Medalla           | Prueba           |
| 2010               | Sigulda (Letonia)            | Medalla de bronce | Individual       |